# Proença (família)
Proença (família)
Família que se propagou na Beira Baixa e que deve ter tomado o apelido da vila de Proença-a-Velha na mesma província, se bem que os genealogistas a querem fazer de origem francesa, originária de Provença. O mais antigo que se conhece é Álvaro de Proença, pai de Antão Álvares de Proença, avô de Luís de Proença, cidadão da guarda e bisavô de Belchior de Proença, escudeiro-fidalgo da Casa do Cardeal-infante, irmão de D. João III e guarda-roupa do Príncipe do Piemonte, a quem o mesmo rei concedeu carta de brasão de armas de sucessão em 19 de julho de 1542. Todos estes Proenças do ramo da cidade da Guarda, foram nela pessoas principais e da sua governança.

## Brasão de Armas
As armas que usam são:
- Partido: o primeiro de verde, com uma águia de duas cabeças, de negro, armada e membrada de ouro; o segundo de azul, com cinco flores-de-lis de ouro, postas em sautor.
- Timbre: uma águia de uma só cabeça, sainte, de negro, armada de ouro.